# Constantin Stanciu
Costantin Alexandru Stanciu (24 settembre 1907 – 27 marzo 1986) è stato un calciatore rumeno.

## Carriera
Stanciu iniziò la sua carriera calcistica nel Venus Bucarest dove giocò per più di 10 anni dal 1923 al 1935. Durante questo periodo, nel 1926, andò a giocare per circa un anno in Moldavia. Successivamente, giocò per la Juventus Bucarest e concluse la carriera nel Metalosport Bucarest.
Stanciu disputò otto partite con la Nazionale rumena, una delle quali al Mondiale 1930 contro il Perù. Con la Nazionale prese parte anche alla Coppa dei Balcani per nazioni.

## Palmarès
- Campionato rumeno: 3

Venus Bucarest: 1928-1929, 1931-1932, 1933-1934